# 一鬼一遊TOUR Lv.4 at Nakano Sunplaza Hall
『一鬼一遊TOUR Lv.4 at Nakano Sunplaza Hall』（いっきいちゆうツアー・レベルフォー・アット・ナカノサンプラザホール）は、秋山黄色の1作目の映像作品。2023年7月26日にエピックレコードジャパンからDVDおよびBlu-ray Discでリリース。

## 概要
自身初の映像作品。
デビュー当時から一鬼一遊と銘打って表現し続けてきたライブツアーのファイナル、2022年10月13日(木)『一鬼一遊TOUR Lv.4』中野サンプラザホール公演が完全収録されている。
ジャケットは一鬼一遊で巡った各地とパフォーマンスしてきた楽曲などをモチーフとした様々なステッカーを散りばめたデザインとなっている。
初回盤には特典映像として、2020年8月27日(木)に行われた配信LIVE『一鬼一遊』から「ドロシー」、同年3月8日(日)にYouTubeにて配信された『登校の果て.W』から「鼻水止まんないよ」「心開き三週間」を収録。またフォトブックレット付の豪華ボックス仕様となっている。
秋山黄色 コメント
「 一鬼一遊というのは、ロクに旅行もしない僕が全国を遊ぶように巡り、本当の一喜一憂を歌いに行くという意味で名付けられました。完全に後付けですが思えば初めてのワンマンライブ以降配信が主流になったり声出しができなくなったりとライブ状況は芳しくありませんでしたが、Lv4まで漕ぎ着けました。今までの歴史であったり衣装でもねえ俺が抜かれてたり沢山楽しめると思います。一人きりは一人ではない事、感じて頂ければよいです。」

## メンバー
『一鬼一遊TOUR Lv.4』
- 秋山黄色 - Vocal,Guitar,Keyboard
- 井手上誠（坊っちゃん）- Guitar
- 藤本ひかり（君島大空トリオ / ex.赤い公園）- Bass
- 鈴木敬（Bentham）- Drums

『一鬼一遊』『登校の果て.W』
- 秋山黄色 - Vocal,Guitar
- 井手上誠 - Guitar
- 神崎峻 - Bass
- 片山タカズミ - Drums

## 収録内容
| #   | タイトル                     | 作詞 | 作曲・編曲 |
| --- | ---------------------------- | ---- | ---------- |
| 1.  | 「シャッターチャンス」       |      |            |
| 2.  | 「Bottoms call」             |      |            |
| 3.  | 「やさぐれカイドー」         |      |            |
| 4.  | 「クラッカー・シャドー」     |      |            |
| 5.  | 「ソーイングボックス」       |      |            |
| 6.  | 「年始のTwilight」           |      |            |
| 7.  | 「Night park」               |      |            |
| 8.  | 「夕暮れに映して」           |      |            |
| 9.  | 「エニーワン・ノスタルジー」 |      |            |
| 10. | 「Drown in Twinkle」         |      |            |
| 11. | 「見て呉れ」                 |      |            |
| 12. | 「PUPA」                     |      |            |
| 13. | 「アク」                     |      |            |
| 14. | 「サーチライト」             |      |            |
| 15. | 「アイデンティティ」         |      |            |
| 16. | 「モノローグ」               |      |            |
| 17. | 「SKETCH」                   |      |            |
| 18. | 「Caffeine」                 |      |            |

| #  | タイトル                            | 作詞 | 作曲・編曲 |
| -- | ----------------------------------- | ---- | ---------- |
| 1. | 「ドロシー [一鬼一遊]」             |      |            |
| 2. | 「鼻水止まんないよ [登校の果て.W]」 |      |            |
| 3. | 「心開き三週間 [登校の果て.W]」     |      |            |

## 一鬼一遊TOUR Lv.4
秋山黄色にとって初のホールワンマンツアー。
| タイトル                      | スケジュール                                                                         |
| ----------------------------- | ------------------------------------------------------------------------------------ |
| 秋山黄色「一鬼一遊TOUR Lv.4」 | 2022年 - 10月1日(土) 大阪府 NHK大阪ホール - 10月13日(木) 東京都 中野サンプラザホール |